# خوسيه فونتين
خوسيه فونتين (بالفرنسية: José Fontaine)‏ (و. 1946  م) هو صحفي، وناشط، ومدرس بلجيكي.